# 佐藤ブライアン勝彦
佐藤 ブライアン 勝彦（Sato "Brian" Katsuhiko、1968年 - ）は、日本の画家。宮城県仙台市生まれ。

## 概要
25歳より、独学で絵画を学ぶ。褐色女性を愛らしい動物やコミック・キャラクターと組み合わせた作品が人気を得る。2011年、東日本大震災の当事者となり、それまでのファンタジックな作風と並行して社会、政治が抱える矛盾や葛藤をテーマにした制作も始める。近年では国内アートフェアへの参加をはじめ、オランダ、スイス、ロサンゼルスなど国内外で作品を発表する。

## 作品
- 初期の頃は、褐色の女性をモチーフに制作していた。
- この頃の作品は、ニューヨークのローブローアート誌Art? Alternatives.No.9に “Life of Brian”として特集記事、また、日本でも、バーストに、ココア色の時代として特集が組まれた。
- イラストでは、スポーツ誌Number（LETERS FROM READERS）、SMスナイパー（ブラちゃんのB級セクシー画報）バチュラー誌扉絵 BOOBS TOPICS の連載と多岐にわたる。
- その頃、BURST HIGH誌（コアマガジン刊）の表紙、ポスターなども描いていた。
- 作品集に、LIFE OF BRIAN（グラフィカ編集室刊）Life and Days through 311（グラフィカ編集室刊）Magic Wand, Katsuhiko Brian Satoがある。（http://www.graficamag.com）
- 震災後、信藤三雄を中心として結成されたアーティストによる脱原発運動のための集団MASKZに参加。
- 近年は、絵画作品以外にも立体作品の制作をはじめる。
- 代表作には、ジェーン・バーキンのサイン入ったブルーシートのオリジナルバーキンや福島県鳥キビタキを模したガイガーカウンターなどがある。
- ヨーロッパでは、アムステルダムのセクシーアートギャラリーが彼の初期作品を取り扱っている。（http://www.sexyartgallery.com/category/artists/）
- 2013年には、大船渡市立博物館にて震災をテーマに個展を開催した。（リンク切れ）

## 出展
- 1995年
  - アメリカ・ドイツ日本現代のポップアーチスト展　ギャラリーショウコンテンポラリーアート（東京） 
    - （アメリカ・ジェームス リジー/ドイツ・コリンナヒューマン)
- 1996年
  - クリスマスエキシビジョン展・ギャラリーショウコンテンポラリーアート（東京）
    - （アンディーウォーホル、トッド・ラングレン、今井俊満、他）
- 1997年
  - 個展 完璧な惑星からの眺め 吉祥寺パルコ（東京）
  - アーバナート#5 渋谷パルコ（東京）
  - ザ・チョイス大賞展（東京・大阪・名古屋）
- 2000年
  - 個展マンゴーの女 LAPNET SHIP（東京）
  - THE DEFINITIVE RETROSPECTIVE･COPRO NASON GALLEY（ロサンゼルス）
- 2002年
  - CANNIBAL FLOWER･GALLERY835（ロサンゼルス）
- 2003年
  - THE HAUNTED DOLLHOUSE･COPRO NASON GALLERY（ロサンゼルス)（マーク･ライデン、ゲーリー･ベースマン、デイム･ダーシー、他）
  - Ed Big Daddy Roth Tribute Group Art Exhibition･COPRO NASON GALLERY（ロサンゼルス）
- 2004年
  - POP ART UNDER 1,000,000ギャラリーショウコンテンポラリーアート（東京）
- 2007年
  - ザ・チョイス大賞展（東京・大阪・名古屋）
- 2008年
  - イラストラティブ08（スイス・チューリッヒ)
  - ザ・チョイス大賞展（東京・大阪・名古屋）
- 2010年
  - 桜坂アートギャラリー/ かわいい女・個展（東京）
  - 4D7S Art Show/（仙台・宮城）
  - タワーレコード渋谷/作品集発売記念展（東京）
- 2011年
  - ゴーギャラリー/東の情熱（オランダ・アムステルダム）
- 2013年
  - 個展 ビリケンギャラリー（東京）
  - 個展 大船渡市立博物館（岩手）
- 2014年
  - Here is Zine Tokyo ビームスアートギャラリー（東京）
  - ほくほく東北、アートでつなぐ対話が芽吹く はじまりの美術館（福島）
- 2016年　
  - 東日本大震災千人仏プロジェクト 「仮設住宅で教える事こと 教わったこと」展（ART LABO TOKYO）
  - HILLS ZINE MARKET（六本木ヒルズA/Dスペース）

## 賞歴
- 1993年 ザ・チョイス準入選 河村要助選
- 1997年 第88回 ザ・チョイス入選 横尾忠則選
- 2007年 第150回 ザ・チョイス入選 湯村輝彦選
- 2008年 第154回 ザ・チョイス入選 木継則幸選

## 出版物
- NUMBER,BURST,SM SNIPER,BARFOUT
- TV BROS,BACHELOR,BURST HIGH,TOKION
- ILLUSTRATION,TOKYO JOURNAL
- HOT DOG PRESS,COLOR,STUDIO VOICE ,
- SAIZO,WIRED,BURNOUT,MP
- LAFORET 原宿XMAS LIVE POSTER

## 特集記事
- Tokion “In the land of Sato”（東京）
- Art? Alternatives.No.9 “Life of Brian”（ニューヨーク）
- Burst “ココア色の時代 ”（東京）
- Tenjikan Tsuushin “アーチストの現場から”（青森）
- アートトップ “こちら美術館事件簿”世田谷美術館 勅使河原純（東京）